# It's Not Easy
It's Not Easy är tionde spåret på Rolling Stones album Aftermath, släppt 15 april 1966 i Storbritannien och 20 juni 1966 i USA. Den bluespoppiga låten skrevs av Mick Jagger och Keith Richards och spelades in 6–9 mars 1966.
Den sensmoraliska texten handlar om att en man har fel om han tror att han kan ta sin flickvän för given. En dag sitter han ensam i sitt ståtliga hus och minns sin flickväns glänsande hår och ser stolen hon brukade sitta i. "And it's a pretty hard thing (It's not easy) / It's not easy livin' on your own" ("Och det är en ganska svår grej /Det är inte lätt/ / Det är inte lätt att leva ensam"), lyder refrängen på den två minuter och 56 sekunder långa låten.

## Medverkande musiker
- Mick Jagger - sång och bakgrundssång
- Keith Richards - elgitarr och bakgrundssång
- Brian Jones - elgitarr och elorgel
- Bill Wyman - elbas
- Charlie Watts - trummor

## Källa
- http://www.keno.org./stones_lyrics/itsnoteasy.html